# Francesco Antolisei
Francesco Antolisei (San Severino Marche, 6 dicembre 1882 – Rapallo, 26 giugno 1967) è stato un giurista italiano.

## Biografia
Docente universitario di diritto penale presso le università di Sassari, Parma, Genova e Torino, fu autore di numerosi articoli e monografie.
Scrisse nel 1947 il Manuale di diritto penale - parte generale, seguito a distanza di qualche anno dalle trattazioni riservate alla parte speciale del Codice penale e alle leggi penali complementari, che rappresentano ancor oggi, nel loro complesso, testi di riferimento per i cultori della materia e per gli studenti. Il Manuale, pubblicato più volte in nuove edizioni, è ancor oggi aggiornato, a partire dalla morte dell'Autore, a cura degli allievi Luigi Conti e Carlo Federico Grosso.
Il 19 febbraio 1951 divenne socio dell'Accademia delle scienze di Torino.

## Teoria della causalità umana
Francesco Antolisei, nell'ambito degli studi da lui condotti sulla struttura del fatto di reato, è stato fra l'altro fautore della cosiddetta teoria della causalità umana. Secondo questa impostazione, sussiste un nesso di causalità tra la condotta umana e l'evento del reato soltanto quando il fatto rientra nella sfera della dominabilità umana. Pertanto non può dirsi che la condotta abbia causato l'evento, quando il verificarsi dell'evento in conseguenza di quella condotta è non solo infrequente, ma assolutamente eccezionale.